# Stop Huntingdon Animal Cruelty
Stop Huntingdon Animal Cruelty (SHAC) je mezinárodní organizace bojující za práva zvířat. Jejím cílem je zajištění uzavření firmy Huntingdon Life Sciences (HLS), která provádí pokusy na zvířatech. Organizaci založili v roce 1999 aktivisté Greg Avery, Heather Nicholson a Natasha Dellemagne po zhlédnutí videozáznamu z HLS, na kterém zaměstnanci nevhodně zachází se zvířaty. V rámci kampaně SHAC docházelo jak k nenásilným protestům, tak i k extrémnějším činům proti osobám a firmám spojených s HLS. V roce 2010 byla řada členů SHAC za svou činnost uvězněna. Roku 2014 se členové SHAC rozhodli přestat s přímými akcemi.